# Rudy Barbier
Rudy Barbier (18 de diciembre de 1992) es un ciclista francés que fue profesional desde 2014 hasta 2024.

## Palmarés
2013
- 1 etapa de la París-Arrás Tour

2014
- 1 etapa de la París-Arrás Tour

2015
- 1 etapa del Circuito de las Ardenas

2016
- París-Troyes
- Gran Premio Cholet-Pays de Loire

2017
- París-Bourges[4]

2019
- Clásica de Loire-Atlantique
- 1 etapa del Tour de Estonia

2020
- 1 etapa de la Vuelta a San Juan
- 1 etapa del Tour de Eslovaquia

2023
- 1 etapa del Tour de Bretaña

## Resultados en Grandes Vueltas
| Carrera | Carrera         | 2014 | 2015 | 2016 | 2017 | 2018 | 2019 | 2020 | 2021 | 2022 | 2023 | 2024 |
| ------- | --------------- | ---- | ---- | ---- | ---- | ---- | ---- | ---- | ---- | ---- | ---- | ---- |
|         | Giro de Italia  | —    | —    | —    | —    | —    | —    | Ab.  | —    | —    | —    | —    |
|         | Tour de Francia | —    | —    | —    | —    | —    | —    | —    | —    | —    | —    | —    |
|         | Vuelta a España | —    | —    | —    | —    | —    | —    | —    | —    | —    | —    | —    |

—: no participa
Ab.: abandono